# Caffrowithius bergeri
Espèce
Synonymes
- Plesiochernes bergeri Mahnert, 1978

Caffrowithius bergeri est une espèce de pseudoscorpions de la famille des Chernetidae.

## Distribution
Cette espèce est endémique du Congo-Brazzaville. Elle se rencontre vers Meya.

## Description
La femelle holotype mesure 2,6 mm.

## Publication originale
- Mahnert, 1978 : Pseudoskorpione (ausgenommen Olpiidae, Garypidae) aus Congo-Brazzaville (Arachnida, Pseudoscorpiones). Folia Entomologica Hungarica, vol. 31, p. 69-133.